# Antonio Vico Rodríguez
Antonio Vico Rodríguez és un actor espanyol nascut el 1956. Fill de Jorge Vico, net d'Antonio Vico i Carmen Carbonell, sisena generació d'actors

## Biografia
Descendent d'una saga d'actors que es remunta a principis del segle xix, és fill de Jorge Vico, net d'Antonio Vico Camarero i Carmen Carbonell, besnet de Jose Vico i rebesnet d'Antonio Vico Pintos i besnet del poeta Francisco Villaespesa i net de l'actriu Lola Villaespesa.
Comença la seva trajectòria artística sobre els escenaris madrilenys a mitjans de la dècada de 1970 amb l'obra El día que secuestraron al Papa al Teatro Lara i ja en 1974 interpreta Antonio Gala a Las cítaras colgadas de los árboles. i pocs mesos després coincideix amb la seva àvia en un muntatge de La casa de Bernarda Alba.
El setembre de 1976 participa en el muntatge de Mientras la gallina duerme, de Manuel Martínez Mediero, amb José Sazatornil i Aurora Redondo i el 1978 s'uneix a Amelia de la Torre i Guillermo Marín a  Siempre no es toda la vida, de Santiago Moncada. El següent pas professional destacat va ser coincidir sobre les taules amb Mary Carrillo a La enemiga, de Darío Niccodemi el 1982.
El seu pas pel cinema també es remunta als 70. Després de debutar amb Los placeres ocultos (1977), d'Eloy de la Iglesia, roda Cazar un gato negro (1977), de Rafael Romero Marchent, al costat de Julia Gutiérrez Caba. La seva carrera en la pantalla gran no ha tingut gran continuïtat, rodant menys d'una quinzena de films, l'últim dels quals en 1987.
Per contra, el seu rostre coneix una gran notorietat gràcies a la televisió - mitjà que ja havia experimentat -, quan en 1983 va encarnar a Dani, el fill dels personatges interpretats per Ana Diosdado i Xabier Elorriaga en la popular sèrie de TVE Anillos de oro i el 1988 amb la sèrie El olivar de Atocha.
Des de llavors la seva carrera s'ha centrat fonamentalment en el teatre, amb èxits tan rotunds com Bajarse al moro (1987), de José Luis Alonso de Santos o Los ochenta son nuestros (1988), d'Ana Diosdado. Als 90 integra a la Compañía Nacional de Teatro Clásico i s'especialitza en el Teatre del Segle d'Or.
No obstant això, ha realitzat col·laboracions puntuals en televisió, com la sèrie Géminis, venganza de amor (2002).
Està casat amb l'actriu Maribel Lara (1971-) i tenen un fill Jorge Vico Lara (1989-).

## Teatre
- Tres hermanas (2017)(2018)
- Papá Noel es una m... Goliardos (2016)
- Dinero Negro (2015)
- Testigo de cargo (2014)
- No te vistas para cenar (2013-2015)
- Violines y trompetas (2012)
- Rumores (2011)
- Sé infiel y no mires con quién (2008-20012)
- El médico a palos (2009)
- Desnudos en la cocina (2007)
- La curva de la felicidad (2004-2010 y 2014-2015)
- Anacleto se divorcia (2003)
- El cianuro ¿solo o con leche? (2003)
- La venganza de la Petra (2002)
- Usted puede ser un asesino (2002)
- Achipé achipé (2002)
- El lindo don Diego (2001)
- La fiebre del heno (2000)
- El galán fantasma (2000)
- Ventolera (1999)
- No hay burlas con el amor (1998)
- Dos mujeres a las nueve (1998)
- Carlota (1997)
- El tragaluz (1997)
- La vida es sueño (1997)
- El misántropo (1996)
- El acero de Madrid (1995)
- Don Gil de las calzas verdes (1995)
- Fuenteovejuna (1993)
- La dama duende (1991)
- El arrogante español (1991)
- Pisito clandestino (1990)
- La casa de los siete balcones (1989 -1991)
- Y yo con estos nervios (1989)
- Los ochenta son nuestros (1988)
- Por la calle de alcala II (1988)
- Bajarse al moro (1987)
- Los extremeños se tocan (1986)
- Amantes (1985)
- Sublime decisión (1984)
- El día de gloria (1984)
- La enemiga (1982)
- Siempre no es toda la vida (1979)
- Mientras la gallina duerme (1976)
- La casa de Bernarda Alba (1976)
- ¿Por qué corres, Ulises? (1976)
- Las cítaras colgadas de los árboles (1975)
- El día en que secuestraron al papa (1974)

## Filmografia
- Tres días en Pedro Bernardo (2014)
- La curva de la felicidad (2010)
- Las cosas del querer (Segona part) (1994)
- Caín (1987)
- Calé (1987)
- Capullito de alhelí (1986)
- Dos mejor que uno (1984)
- La desconocida (1983)
- Las alegres chicas de Colsada (1983)
- Asesinato en el Comité Central (1982)
- Adulterio nacional (1982)
- Adolescencia (1982)
- De camisa vieja a chaqueta nueva (1982)
- Hijos de papá (1980)
- La boda del señor cura (1979)
- Cazar un gato negro (1977)
- Los placeres ocultos (1977)
- Novios de la muerte (1974)

## Televisió
- Águila roja (2011)
  - capítols 48 y 53
- Cuenta atrás 
  - Plus Bank, Agencia 17, 08:59 horas (24 de gener de 2008)
- El internado
  - ¿Con qué sueñan los peces? (7 de novembre de 2007)
  - En el fondo del mar (14 de maig de 2008)
- Policías, en el corazón de la calle
  - Bésame, muérdeme, incéndiame (29 de novembre de 2002)
- El comisario
  - Testigo fantasma (27 de novembre de 2002)
- Géminis, venganza de amor (2002)
- Ventolera (2000)
- Antivicio 
  - Hijos de la luz (1 de gener de 2001)
- Canguros
  - Ser padres (1 de gener de 1996)
- Compuesta y sin novio
  - Rosas rojas (28 de novembre de 1994)
- Encantada de la vida (1993) - un episodi -
- Noches de gala (1993) - 5 episodis -
- Los ladrones van a la oficina
  - episodi 56, 1993
- La mujer de tu vida (1992)
  - episodi La mujer vacía
- Pájaro en una tormenta (1989)
  - Capítols 4 y 7
- El olivar de Atocha
  - La casa abierta y 13 más (19 d'abril de 1989)
- Miguel Servet, la sangre y la ceniza
  - La batalla del cielo (5 d'abril de 1989)
- Sublime decisión (1987)
- Tarde de teatre 
  - Los extremeños se tocan (21 de desembre de 1986)
- Anillos de oro (1983)
- Un encargo original 'Zaya' (1982)
- Primer acto
  - Así mintió él al esposo de ella (1986)
- Teatre breve
  - Casi, casi (1982)
- Estudio 1
  - Norman (1982)
  - La aleluyas del señor Esteve (1981)
  - Don José, Pepe y Pepito (1980)
- Historias para no dormir
  - El fin empezó ayer... (1981)
  - Don José, Pepe y Pepito'' (6 de gener de 1980)
- El señor Villanueva y su gente
  - Noche de invitados  (1979)
- Curro Jiménez
  - La promesa (4 de desembre de 1977)
- Novela
  - La casa de las locas (1974)